# Favorite Trick
Favorite Trick (1995-2006), est un cheval de course pur-sang américain. Invaincu à 2 ans, il est le seul poulain de cet âge sacré cheval de l'année aux États-Unis depuis Secretariat en 1972.

## Carrière de course
Élevé dans le Kentucky, Favorite Trick passe une première fois sur le ring des enchères en 1996, où il trouve preneur pour seulement $ 32 000. En février 1997, conseillé par son futur entraîneur Patrick Byrne, Joseph LaCombe débourse $ 100 000 pour l'acquérir lors d'une vente de 2 ans à l'entraînement. Le poulain débute en avril et très vite il enchaîne les succès, en faisant à chaque fois grosse impression. Sa victoire dans les Hopeful Stakes, l'un des premiers grands rendez-vous pour les juveniles américains, lui permet d'assoir sa suprématie sur sa génération. Celle dans le Breeders' Cup Juvenile ne fait que le confirmer. C'est un triomphe, plutôt : Favorite Trick devient le premier poulain invaincu à remporter cette véritable finale pour les 2 ans de tout le pays (même le crack français Arazi avait perdu une course auparavant, le jour de ses débuts), et il le fait par 5 longueurs et demi tout en battant le record de la course.        
Favorite Trick est un phénomène, peut-être le nouveau Secretariat, en tout cas il reçoit la même récompense que le légendaire alezan : il est sacré cheval de l'année, recevant 118 votes sur 299, devant le champion Skip Away (88 voix) qui vient d'enchaîner la Jockey Club Gold Cup et la Breeders' Cup Classic, Gentlemen et le 3 ans Silver Charm, qui a manqué de peu la Triple Couronne. C'est donc la première fois qu'un 2 ans est élu cheval de l'année depuis Secretariat, et la quatrième fois que cela se produit : Native Dancer et Moccasin avaient eu cette honneur en 1952 et 1954, mais à une époque où les votes des journalistes et ceux des professionnels étaient comptés séparément.        
Durant l'hiver 97-98, changement de décor pour Favorite Trick, qui passe sous la responsabilité de l'entraîneur à succès Bill Mott après que Patrick Byrne a accepté de devenir l'entraîneur particulier de l'écurie de Frank Stronach. Pour le champion, le plus dur commence : passer de poulain prodigieux à cheval classique, et viser la Triple Couronne, lui qui est le grandissime favori du Kentucky Derby. Ce qui n'a rien d'évident pour le fils du sprinter Phone Trick qu'il est. Sa rentrée est bonne, en mars 1998, dans un groupe 3 disputé à Gulfstream Park en Floride. Mais dans l'Arkansas Derby, qui souvent sert de tremplin pour le Derby, c'est la douche froide : le poulain est battu, pour la première fois, rattrapé sur le poteau par Victory Gallop et Hanuman Highway pour une arrivée dans un mouchoir de poche. Aussitôt Favorite Trick tombe de son piédestal, il n'est plus que le deuxième favori du Kentucky Derby derrière Indian Charlie, le vainqueur du Santa Anita Derby. Et dans le Run For Roses, le verdict tombe : tandis que Real Quiet, Victory Gallop et Indian Charlie font l'arrivée dans cet ordre, le poulain sombre, vaincu semble-t-il par la distance trop longue pour lui.        
Ne pouvant plus prétendre à la Triple Couronne, les propriétaires de Favourite Trick se rabattent sur un programme qui sied mieux à ses aptitudes de vitesses. On le retrouve en juillet, il s'impose dans une Listed à Monmouth Park puis enchaîne avec les Jim Dandy Stakes, un groupe 2 disputé sur 1 800 mètres. Mais quelque chose cloche. À chaque fois il faut la photo-finish pour le départager de ses dauphins, à l'évidence il n'est plus le champion dominateur qu'il était l'année précédente, et ce n'est pas qu'une affaire de distance : sur les 1 400 mètres des King's Bishop Stakes, il est nettement battu. Et même s'il retrouve de sa superbe en s'adjugeant un groupe 2 à Keeneland, il sombre dans le Breeders' Cup Mile dont il était favori. Il est alors rentré au haras.        

### Résumé de carrière
| Date        | Hippodrome      | Pays        | Course                              | Statut      | Distance    | Jockey      | Place       | Écart       | Vainqueur ou deuxième |
| 1997, 2 ans | 1997, 2 ans     | 1997, 2 ans | 1997, 2 ans                         | 1997, 2 ans | 1997, 2 ans | 1997, 2 ans | 1997, 2 ans | 1997, 2 ans | 1997, 2 ans           |
| ----------- | --------------- | ----------- | ----------------------------------- | ----------- | ----------- | ----------- | ----------- | ----------- | --------------------- |
| 25 avril    | Keeneland       | États-Unis  | Maiden                              |             | 900 m       | Pat Day     | 1er / 8     | 1 ½         | Bright Nova           |
| 3 mai       | Churchill Downs | États-Unis  | WHAS-11 Stakes                      | Listed      | 1 000 m     | Pat Day     | 1er / 13    | enc.        | Cowboy Dan            |
| 26 mai      | Churchill Downs | États-Unis  | Kentucky Breeders' Cup Stakes       | Listed      | 1 100 m     | Pat Day     | 1er / 8     | 8 ½         | Jess M.               |
| 28 juin     | Churchill Downs | États-Unis  | Bashford Manor Stakes               | Gr. 3       | 1 200 m     | Pat Day     | 1er / 8     | 4 ½         | Double Honor          |
| 13 août     | Saratoga        | États-Unis  | Saratoga Special Stakes             | Gr. 2       | 1 300 m     | Pat Day     | 1er / 5     | 3 ½         | Case Dismissed        |
| 30 août     | Saratoga        | États-Unis  | Hopeful Stakes                      | Gr. 1       | 1 400 m     | Pat Day     | 1er / 7     | 1 ½         | K.O. Punch            |
| 18 octobre  | Keeneland       | États-Unis  | Breeders Futurity                   | Gr. 2       | 1 700 m     | Pat Day     | 1er / 5     | 3           | Time Limit            |
| 8 novembre  | Hollywood Park  | États-Unis  | Breeders' Cup Juvenile              | Gr. 1       | 1 700 m     | Pat Day     | 1er / 8     | 5 ½         | Dawson's Legacy       |
| 1998, 3 ans |                 |             |                                     |             |             |             |             |             |                       |
| 14 mars     | Gulfstream Park | États-Unis  | Swail Stakes                        | Gr. 3       | 1 400 m     | Pat Day     | 1er / 9     | 1 ¾         | Good and Tough        |
| 11 avril    | Oak Lawn Park   | États-Unis  | Arkansas Derby                      | Gr. 2       | 1 800 m     | Pat Day     | 3e / 9      | enc.        | Victory Gallop        |
| 2 mai       | Churchill Downs | États-Unis  | Kentucky Derby                      | Gr. 1       | 2 000 m     | Pat Day     | 8e / 15     | 12          | Real Quiet            |
| 19 juillet  | Monmouth park   | États-Unis  | Long Branch Breeders' Cup Stakes    | Listed      | 1 700 m     | Pat Day     | 1er / 6     | tête        | Tomorrow's Cat        |
| 9 août      | Saratoga        | États-Unis  | Jim Dandy Stakes                    | Gr. 2       | 1 800 m     | Pat Day     | 1er / 7     | nez         | Deputy Diamond        |
| 29 août     | Saratoga        | États-Unis  | King's Bishop Stakes                | Gr. 2       | 1 400 m     | Pat Day     | 5e / 8      | 2           | Secret Firm           |
| 17 octobre  | Keeneland       | États-Unis  | Keeneland Breeders' Cup Mile Stakes | Gr. 2       | 1 600 m     | Pat Day     | 1er / 14    | 3 ½         | Soviet Line           |
| 7 novembre  | Churchill Downs | États-Unis  | Breeders' Cup Mile                  | Gr. 1       | 1 600 m     | Pat Day     | 8e / 14     | 7 ½         | Da Hoss               |

## Au haras
Favorite Trick devient étalon à Walmac International à Lexington, Kentucky, où il est proposé à $ 20 000, et fait la navette avec l'Australie. Mais le succès n'est pas au rendez-vous. En 2005 il est envoyé en Floride, à Cloverleaf Farms, où il fait la monte pour $ 5 000, puis l'année suivante à JEH Stallion Station au Nouveau-Mexique où, pour $ 4 000, il saillit des juments pur-sang mais aussi des quarter-horses. C'est là qu'il trouve la mort, en juin 2006, victime d'un incendie dans son écurie.  

## Origines
Axé sur la vitesse, le papier de Favorite Trick est atypique, dépourvu aux quatre premières générations des noms les plus ronflants de l'élevage. Son père, Phone Trick, était un formidable sprinter, qui s'inclina pour la première fois lors de sa dixième course, qui fut aussi sa dernière, mais n'eut le temps que d'accrocher trois groupe 2 à son palmarès avant de se blesser. Au haras, il a plutôt bien réussi en donnant aussi Phone Chatter (Breeders' Cup Juvenile Fillies, meilleure pouliche de 2 ans en 1993) et Caller One, double vainqueur du Dubaï Golden Shaheen. Evil Elaine, la mère de Favorite Trick, avait montré de la qualité au niveau des Listed races et a produit plusieurs bons chevaux, en particulier Medievil Hero, troisième des Futurity Stakes.   

### Pedigree
| Origines de Favorite Trick (USA), mâle gris né en 1991 | Origines de Favorite Trick (USA), mâle gris né en 1991 | Origines de Favorite Trick (USA), mâle gris né en 1991 | Origines de Favorite Trick (USA), mâle gris né en 1991 |
| ------------------------------------------------------ | ------------------------------------------------------ | ------------------------------------------------------ | ------------------------------------------------------ |
| Père Phone Trick                                       | Clever Trick                                           | Icecapade                                              | Nearctic                                               |
| Père Phone Trick                                       | Clever Trick                                           | Icecapade                                              | Shenanigans                                            |
| Père Phone Trick                                       | Clever Trick                                           | Kankakee Miss                                          | Better Bee                                             |
| Père Phone Trick                                       | Clever Trick                                           | Kankakee Miss                                          | Golden Beach                                           |
| Père Phone Trick                                       | Over The Phone                                         | Finnegan                                               | Royal Charger                                          |
| Père Phone Trick                                       | Over The Phone                                         | Finnegan                                               | Last Wave                                              |
| Père Phone Trick                                       | Over The Phone                                         | Prattle                                                | Mr. Busher                                             |
| Père Phone Trick                                       | Over The Phone                                         | Prattle                                                | Tsumani                                                |
| Mère Evil Elaine                                       | Medieval Man                                           | Noholme                                                | Star Kingdom                                           |
| Mère Evil Elaine                                       | Medieval Man                                           | Noholme                                                | Oceana                                                 |
| Mère Evil Elaine                                       | Medieval Man                                           | Peaceful Sky                                           | Tim Tam                                                |
| Mère Evil Elaine                                       | Medieval Man                                           | Peaceful Sky                                           | Curly Sky                                              |
| Mère Evil Elaine                                       | Distinctive Elaine                                     | Distinctive                                            | Never Bend                                             |
| Mère Evil Elaine                                       | Distinctive Elaine                                     | Distinctive                                            | Precious Lady                                          |
| Mère Evil Elaine                                       | Distinctive Elaine                                     | Jackie Dare                                            | Prince Dare                                            |
| Mère Evil Elaine                                       | Distinctive Elaine                                     | Jackie Dare                                            | Jacoenda (famille 9-e)                                 |